# Ulrike Schumacher
Ulrike Schumacher (* 10. August 1951 in Vechta; † 25. Juni 2003 in Rogersville/Springfield, Missouri) war eine deutsche Politikwissenschaftlerin. Die akademische Schülerin Werner Kaltefleiters leitete gemeinsam mit ihm das Institut für Sicherheitspolitik (ISPK) an der Christian-Albrechts-Universität zu Kiel und koordinierte von 1981 bis 1998 jährlich organisierte, indes öffentlich umstrittene sicherheitspolitische, vierwöchige Sommerkurse an der Universität Kiel, Postgraduate Summer Course on National Security, deren Ergebnisse in jährlich erschienenen Publikationen unter dem Titel Conflicts, Options, Strategies in a threatened World veröffentlicht worden sind. Schumachers Forschungsschwerpunkte waren Internationale Politik, insbesondere Sicherheitspolitik sowie die politische Entwicklung in Südafrika.

## Akademische Laufbahn und Ulrike-Schumacher Scholarship
Nach ihrer Reifeprüfung am Artland-Gymnasium in Quakenbrück im Juni 1970 begann Ulrike Schumacher im Wintersemester 1971/72 an der Christian-Albrechts-Universität zu Kiel das Studium der Volkswirtschaftslehre, wechselte indes 1972 in die Studienfächer Politikwissenschaft, Anglistik und Slawistik und legte im Dezember 1978 in Kiel die Magisterprüfung (M.A.) an der Philosophischen Fakultät ab.
Von 1974 bis 1979 arbeitete sie als wissenschaftliche Hilfskraft am Institut für Politische Wissenschaft der Universität Kiel und von 1979 bis 1980 als Research Assistant an der University of South Carolina. Ab 1981 war sie als wissenschaftliche Mitarbeiterin in Lehre und Forschung wieder am Kieler Institut für Politische Wissenschaft tätig, später als Akademische Direktorin. Im Jahre 1983 wurde Schumacher dort bei Werner Kaltefleiter an der Philosophischen Fakultät promoviert. 2001 zog Schumacher in die USA, heiratete Professor William van Cleave und war als Associate Professor an der Missouri State University tätig.
Die Missouri State University bietet verschiedene Stipendien, finanziert durch private Stiftungen, die im Andenken der Stifter und ihrer politikwissenschaftlichen Anliegen vergeben werden. Dazu gehört neben dem William R. Van Cleave Scholarship auch das Ulrike Schumacher Memorial Scholarship. Stifter der Universität sind unter anderen Herman Kahn, Frederick N. Gates, Richard Walters und John Foster.

## Tätigkeit als Regierungsbeamtin
Im Jahr 1986 war Schumacher laut Tageszeitung als Regierungsbeamtin tätig, in der Landesvertretung Schleswig-Holsteins in Bonn für Außenpolitik zuständig, später auch im Wahlkampfteam des schleswig-holsteinischen Ministerpräsidenten Uwe Barschel aktiv und nach dessen Rücktritt verantwortlich als Referentin in der Landes-Regierungspressestelle in Kiel.

## Geheimdienstkontakte
In der Publikation Im Spinnennetz der Geheimdienste von Patrik Baab und Robert E. Harkavy wird Schumacher als zentrale Figur in einem Netzwerk von Geheimdienstkontakten und politischen Verbindungen dargestellt.

## Schriften (Auswahl)

### Bücher
- (Hrsg. und Mitautorin): Nullösung oder Nachrüstung. Argumente aus 3 Kontinenten. Institut für Sicherheitspolitik, Kiel 1983.
- Rüstungskontrolle als Instrument sowjetischer Außenpolitik (= Libertas optima rerum, Bd. 1). Mittler, Herford 1984, ISBN 3-8132-0193-7 (Dissertation Universität Kiel).
- mit Werner Kaltefleiter: Rüstungskontrolle, ein Irrweg? (= Analysen und Perspektiven, Bd. 20). Olzog, München 1984, ISBN 3-7892-7195-0.
- Politische Formen für fragmentierte Gesellschaften. Das Beispiel Südafrika (= Beiträge zur politischen Wissenschaft, Bd. 73). Duncker & Humblot, Berlin 1994, ISBN 3-428-07972-8.
- (Hrsg.): Das neue Südafrika – das Ende einer Illusion? (= Kieler Schriften zur politischen Wissenschaft, Bd. 9). Lang, Frankfurt/M. 1997, ISBN 3-631-31054-4.
- Denken in Ordnungen in der Politik. Herausforderungen an eine anwendungsbezogene politische Wissenschaft. Herausgegeben mit Edward Keynes, P. Lang, Frankfurt am Main/New York 1997, ISBN 3-631-32391-3.
- (Hrsg.): Structure, order, and disorder in world politics (= Conflicts, options, strategies in a threatened world, Bd. 3). Lang, Frankfurt/M. 1999, ISBN 3-631-34790-1.

### Beiträge
- Ideologische Komponenten der amerikanischen Außenpolitik. In: Werner Kaltefleiter (Hrsg.): Weltmacht ohne Politik? Das amerikanische Regierungssystem nach den Wahlen von 1976 (= Verfassung und Verfassungswirklichkeit, Bd. 12/1978). Duncker & Humblot, Berlin 1979, S. 207–228, ISBN 3-428-04548-3.
- Soviet Strategic Thinking. In: Werner Kaltefleiter (Hrsg.): Conflicts, options, strategies in a threatened world 1983. Institute of Political Science, Kiel 1984, S. 75–98.
- Das strategische Kräfteverhältnis zwischen der NATO und dem Warschauer Pakt. In: Holger Ehmke (Hrsg.): Frieden und Sicherheit als Herausforderung. Informationen und Argumente (= Bundeszentrale für Politische Bildung / Schriftenreihe, Bd. 202). 2. Aufl. Bonn 1985, S. 87–95, ISBN 3-923423-46-2.
- mit Werner Kaltefleiter: Deutsche Interessen im Konzept der strategischen Verteidigung. In: Aus Politik und Zeitgeschichte, Bd. 36 (1986), Nr. 43, S. 25–35.
- The Soviet System: Historic Roots, Political Culture and Political Institutions. In: Werner Kaltefleiter (Hrsg.): Conflicts, options, strategies in a threatened world 1985. Institute of Political Science, Kiel 1986, S. 61–92 (deutsche Ausgabe in: Zeitschrift für Politik, Jg. 1987, S. 122–142).
- mit Klaus Lohmann: Rahmenbedingungen deutscher Verteidigungspolitik. Institut für Sicherheitspolitik an der Universität Kiel 1987.
- Deterrence, Defensive Capabilities and Arms Control – Instruments of Securing Peace. In Werner Kaltefleiter (Hrsg.): The structure of the international system. Institut für Sicherheitspolitik an der Universität Kiel 1988, S. 115–126.
- mit Kyra M. Naudascher: Die Verfassungsgebende Versammlung in Namibia vom 7. bis 11.11.1989 (= Deutsche Afrika Stiftung / Schriftenreihe, Bd. 55). Bonn 1990, 56 Seiten
- mit Werner Kaltefleiter: Optionen für ein neues Südafrika. Institut für Sicherheitspolitik an der Universität Kiel 1990, 24 Seiten.
- Prospects for South Africa. In: Werner Kaltefleiter (Hrsg.): Conflicts, options, strategies in a threatened world 1994. Institute of Political Science, Kiel 1995, S. 253–270.
- Südafrika: die Wahl vom April 1994. Eine afrikanische Wahl. Institut für Sicherheitspolitik, Kiel 1994.
- Innenpolitische Konfliktstruktur und Außenpolitik. Perspektiven für das Neue Südafrika. In: Paul Kevenhörster (Hrsg.): Afrika: Stagnation oder Neubeginn? Studien zum politischen Wandel. Lit, Münster 1996, S. 141–159, ISBN 3-8258-2666-X.
- mit Werner Kaltefleiter: Raketenabwehr für Europa. Sicherheitsprobleme nach dem Zusammenbruch der Sowjetunion. In. Zeitschrift für Politik, Bd. 43 (1996), S. 235–261.
- Die südafrikanische Nuklearwaffenpolitik. In: Michael Salewski (Hrsg.): Das nukleare Jahrhundert. Eine Zwischenbilanz (= Historische Mitteilungen, Beihefte, Bd. 28). Steiner, Stuttgart 1998, S. 163–173, ISBN 978-3-515-07321-9.